# Kunstwerkprüfung

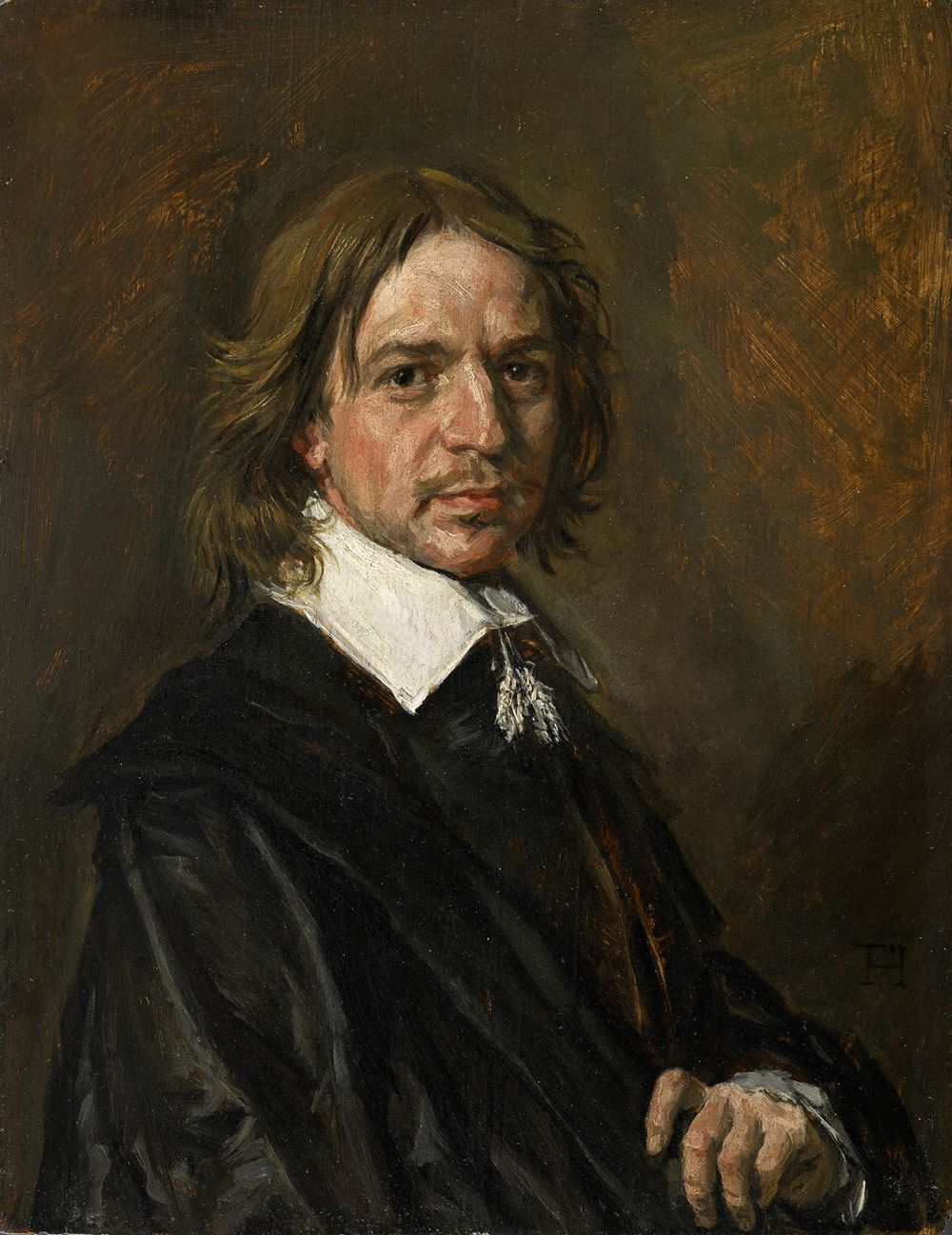
2008 Frans Hals zugeschrieben, 2011 in New York für 10,8 Mill. USD von Sotheby’s veräußert, 2016 als moderne Fälschung identifiziert

Die Kunstwerkprüfung besteht aus drei Methoden zur Authentifizierung von Kunstwerken (und auch wertvollen Objekten des Kunsthandwerks), wobei die naturwissenschaftlich-analytische Prüfmethodik nicht immer angewendet wird, da sie mit höheren Kosten verbunden ist und meist nur in speziellen Instituten technisch durchgeführt werden kann.

## Kunstwissenschaftliche Einordnung (Stilkritik)
Dabei wird das zu prüfende Objekt – das kann ein Gemälde, eine Skulptur, eine Arbeit auf Papier oder auch ein kunsthandwerklicher Gegenstand sein – einer stilistisch vergleichenden Analyse unterzogen. Durch den Vergleich, zum Beispiel des Gemäldes, mit gesicherten Werken des Künstlers aus demselben Entstehungszeitraum hinsichtlich des Motivs, des Stils, der Komposition, der Malweise, der künstlerischen Umsetzung und des verwendeten Materials erfolgt eine gründliche Beurteilung.

## Recherche der Provenienz
Außerdem wird versucht, die Herkunft des Objektes nachzuvollziehen, möglichst belegt durch Dokumente von Vorbesitzern.
Eventuell sind Papiere wie Briefe oder Kaufbelege erhalten geblieben; manchmal gibt es alte Fotos oder Abbildungen in Archiven oder Publikationen.
Oft gibt es Hinweise am Objekt selbst: Beschriftungen, Stempel, Aufkleber auf der Rückseite. Manchmal hat der Künstler das Werk in eigenen Notizen beschrieben oder sogar selbst ein Werkverzeichnis geführt (Paul Klee, Gerhard Richter). Aber selbst, wenn ein Werk bereits in einem Werkkatalog publiziert oder aufgenommen worden ist, so muss die Identität überprüft werden, da immer der Verdacht einer Kopie oder der einer Fälschung besteht. 
Hinzu kommt, dass geschickte Fälscher mitunter zu einem gefälschten Kunstwerk auch ebenfalls gefälschte Dokumente vorlegen, die die Herkunft des Objekts aus einer bestimmten Sammlung belegen sollen. Einerseits geschieht dies um die Echtheit zu "beweisen", andererseits erzielen Objekte aus bekannten Sammlungen auf dem Kunstmarkt häufig höhere Preise. Gleiches gilt für gefälschte Gutachten die angeblich von bedeutenden Fachleuten stammen sollen.

## Die naturwissenschaftlich-analytische Prüfmethodik
Die kunsttechnologische Untersuchungen von Gemälden erfolgen häufig mit Streiflicht, Röntgenstrahlen, UV-Licht, Infrarotfotografie und unter dem Mikroskop. Mikroproben von Pigmenten, des Bildträgers (auch von Pinselhaaren) werden chemisch-physikalisch analysiert. Die Kenntnis der Materialzusammensetzung kann ebenfalls deren zeitliche Zuordnung und ggf. auch eine persönliche Zuschreibung ermöglichen und somit Fälschungen aufdecken. Bei der chemisch-analytischen Prüfung soll das Kunstwerk in seinem originalen Zustand möglichst wenig geschädigt werden. Folglich muss die Prüfung mit kleinsten Substanzmengen durchgeführt werden oder im Idealfall analog der sogenannten zerstörungsfreien Werkstoffprüfung, bei der dem Kunstgegenstand gar keine Substanzprobe entnommen wird.
Wenn die Farbe eines Gemäldes größere Mengen Cadmium, Chrom oder Titan enthält, ist damit bereits bewiesen, dass das Gemälde keinesfalls vor dem 19. Jahrhundert entstanden sein kann, weil Pigmente, die diese Elemente enthalten, erstmals im 19. Jahrhundert hergestellt wurden und in den Handel kamen. Zinkweiß wurde erst ab kommerziell zu Ölfarben verarbeitet. Seit 1834 gibt es Zinkweiß auch als Wasserfarbe, es wurde erst langsam von den Künstlern als Ersatz für Bleiweiß angenommen.
Aber bei der Kunstwerkprüfung geht es nicht nur um die Untersuchung der Werke bekannter Künstler, sondern auch um die Charakterisierung vorgeschichtlicher Zeugnisse künstlerischer Betätigung (Grabbeigaben, Kultgefäße, Schmuck und Reliquien etc.). Die Altersbestimmung von Kunstschätzen erfolgt teilweise nach ähnlichen Methoden wie die Untersuchung von Fossilien in der Archäologie. Ein bewährtes Verfahren ist dabei die Thermolumineszenzdatierung. Die Untersuchung anorganischer Materialien erfolgt oft mittels der Emissionsspektralanalyse. So erhält man rasch Informationen über die Bestandteile einer Legierung, eines Glases, eines Pigments oder eines keramischen Materials.
In vielen Fällen ist die bloße Kenntnis der chemischen Zusammensetzung nicht ausreichend für eine abschließende Bewertung der Analyseergebnisse, da in manchen Fällen von den Fälschern auch altes Material verwendet wurde (z. B. indem angeblich antike Bronzeplastiken aus eingeschmolzenen, tatsächlich antiken Münzen hergestellt wurden). Bei Münzen, Plastiken und Schmuckstücken aus Metallen ist die mikroskopische Struktur des Gefüges eine brauchbare Ergänzung.